# Melchior Lorck

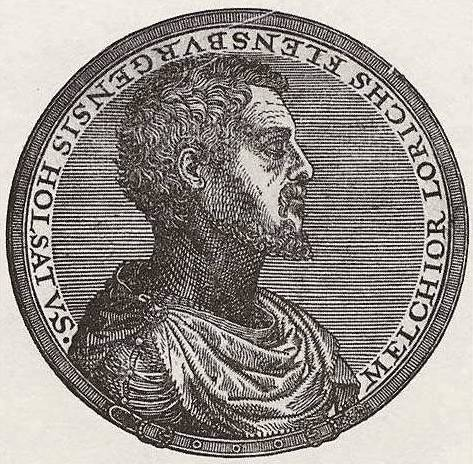
Selbstbildnis

Melchior Lorck (auch Lorch, Lorichs und Lürig; * um 1527 in Flensburg; † nach 1594 in Kopenhagen) war ein dänisch-deutscher Künstler und Untertan der dänischen Krone in der Zeit der Renaissance. Sein Werk umfasst Gemälde, Kupferstiche, Holzschnitte und Zeichnungen. In Hamburg erstellte er eine Karte der Elbe. Er ist der erste Künstler in der dänischen Kunstgeschichte, dessen Biografie ausführlich rekonstruierbar ist und dem sich ein eindrucksvolles Werk zuordnen lässt. Lorcks Porträts von Gelehrten und Herrschern, seine archäologische Studien, Trachtenbilder und ein einzigartiges Panorama von Konstantinopel bilden das gründlichste überlieferte visuelle Zeugnis des Osmanischen Reiches im 16. Jahrhundert.

## Jugend und Frühwerk
Lorcks Geburtsort Flensburg gehörte zu dem von Dänemark regierten Herzogtum Schleswig. Der dänische König gastierte im Haus der alten wohlhabenden Adelsfamilie, wenn er in der Stadt weilte. Melchior Lorcks Vater Thomas Lorck war Stadtvogt, Ratsherr und königlicher Zolleinnehmer. Melchior hatte drei Brüder Caspar, den Kaufmann Balthasar (um 1520–1589) und Andreas Lorck und eine Schwester Anna († 1600), die als vollgeschäftsfähige Kauffrau und ab 1564 als königliche Zolleinnehmerin tätig war.
Melchior Lorck erhielt in Lübeck eine Ausbildung zum Goldschmied. Er schreibt später in seiner Autobiographie, er habe seinen Meister auf einer ausgedehnten Geschäftsreise im Ostseeraum begleitet. Nach Beendigung der Lehre, in der erste Kupferstiche entstanden, ging er nach Süddeutschland und hielt sich wohl in Nürnberg auf. Er nahm am Augsburger Reichstag 1547/48 teil, wo er für den späteren katholischen Erzbischof von Augsburg, Fürst Otto Truchseß von Waldburg und für den protestantischen Pfalzgrafen und später Kurfürsten Ottheinrich von der Pfalz kennenlernte. Das erste überlieferte Dokument, in dem Lorcks Name erwähnt wird, datiert vom 22. März 1549, als er sich von Flensburg aus bei seinem König Christian III. von Dänemark und Norwegen für die Zusage einer Zuwendung bedankt. Es handelte sich um ein Reisestipendium von 30 dänischen Rigsdalern (vgl. Reichstaler) und Lorck verpflichtete sich, anschließend für den König zu arbeiten.
Lorcks kopierte zuerst populäre Kupferstiche von Heinrich Aldegrever (1543), zwei Jahre später entstand Der Papst als Wilder Mann, ein Zeugnis seiner religiösen Ansichten, wie das Luther Porträt von 1548. Lorck gibt sein Alter auf diesem Stich mit einundzwanzig Jahren an.
Lorck ging mit seinem königlichen Stipendium nicht, wie erwartet, in die Niederlande, sondern erneut nach Süddeutschland. Er war 1550/51 in Nürnberg, wo er sich mit den Künstlern Lorentz Stöer und dem älteren Hanns Lautensack anfreundete, der der Donauschule zugerechnet wird. Ein Holzschnitt Lorcks wurde zusammen mit einem Gedicht von Hans Sachs auf die Tiburtinische Sibylle als Flugblatt gedruckt. Er schuf ein Porträt von Albrecht Dürer nach dem Vorbild der Hans Schwarzschen Dürer-Medaille. Lorck reiste Ende 1551 nach Italien und sah Venedig, Bologna, Florenz und zuletzt Rom. Von dort sind drei auf 1551 datierte Zeichnungen erhalten. Nach Ablauf des Stipendiums vermied es Lorck an den dänischen Hof zu gehen, es ist nicht bekannt, wo er sich aufhielt. 1552 entstand das Bild einer Madonna, als Ölgemälde auf Holz, das Einflüsse von Tintoretto zeigt, aber gut im Norden gemalt worden sein kann. Er ist danach wahrscheinlich am Hof des Kurfürsten Ottheinrich in Neuburg an der Donau. Eine Zeichnung dreier Rabbiner ist 1553 in Neuburg entstanden. Eine Zeichnung Lorcks verrät eine stilistische Nähe zu Arbeiten des Neuburger Hofkünstlers Hans Bocksberger. Lorck war wohl auch für die Familie Fugger in Augsburg tätig.

## Mit Busbecqs Gesandtschaft in Konstantinopel

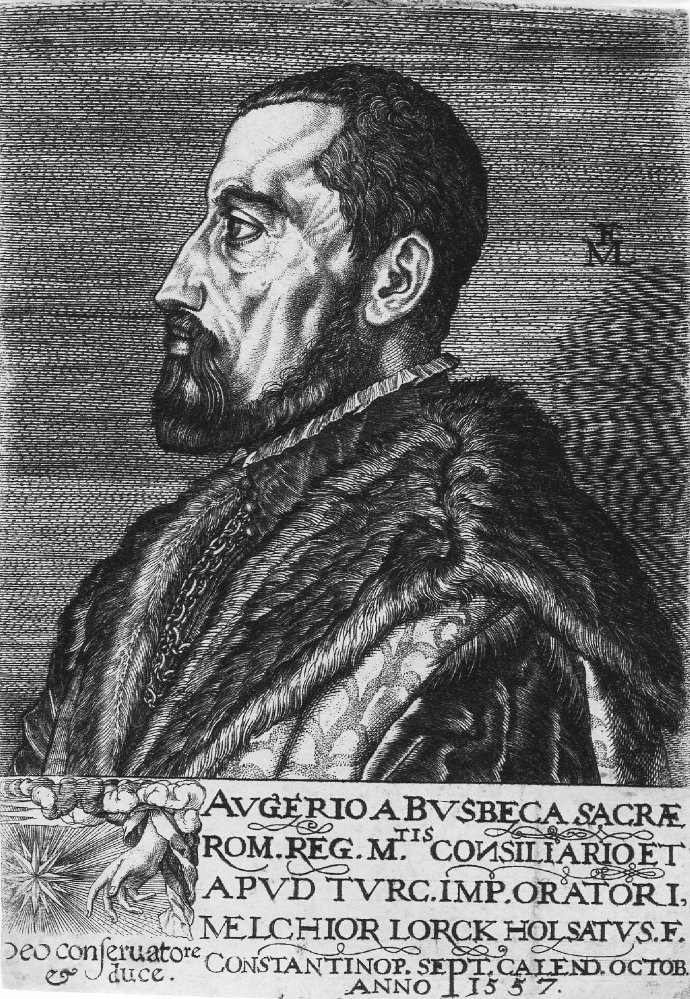
Ogier Ghiselin de Busbecq

Lorck ist von 1555 bis zum Herbst 1559 als Mitglied der Gesandtschaft von Ogier Ghiselin de Busbecq in der Türkei. Busbecqs Mission (1554–1562) in Konstantinopel, an der Hohe Pforte des Osmanischen Reiches, wurde vom Habsburger König und Kaiser Ferdinand I. mit dem Auftrag entsandt, den Streit des Habsburger Reiches mit dem Osmanischen Reich um Ungarn und Siebenbürgen beizulegen. Lorck erreichte das heutige Istanbul Ende des Jahres 1555, Studien kleinasiatischer Schildkröten entstanden unterwegs in Venedig.
Sultan Süleyman der Prächtige hatte das ungarische Heer im Jahre 1526 in der Schlacht bei Mohács vernichtend geschlagen, König Ludwig II. von Ungarn war auf dem Rückzug ertrunken. Im Thronfolgestreit zwischen Ferdinand I. und Fürst Johann Zápolya von Siebenbürgen, behielt Zápolya, unterstützt vom Sultan, die Oberhand. Im Bürgerkrieg in Ungarn waren die Türken am Ende überlegen. Busbecqs Gesandtschaft war einen großen Teil der Zeit in Konstantinopel in der Botschaft, dem Elçi Hanı, festgehalten worden, anscheinend auf Anordnung von Großwesir Rüstem Paşa († 1561). Busbecqs vier Türkische Briefe, die zuerst einzeln in den Jahren 1581 bis 1588 in Antwerpen und erstmals als Legationis Turcicae epistulae quatuor 1589 in Paris erschienen, äußerten sich durchaus kritisch über die osmanische Politik. Insgesamt zeichnen die Türkischen Briefe ein buntes und facettenreiches Bild vom Leben im Osmanischen Reich des 16. Jahrhunderts, das sich besonders durch die wertfreie Beschreibung der ‚Türken‘ ausgezeichnet. Dies kann durchaus als Grund verstanden werden, warum sich Busbecqs Text sehr großer Beliebtheit erfreute, was die unzähligen Editionen und Übersetzungen in ganz Europa belegen; zudem werden die Türkische Briefe bis heute aufgelegt, so zuletzt 2007.

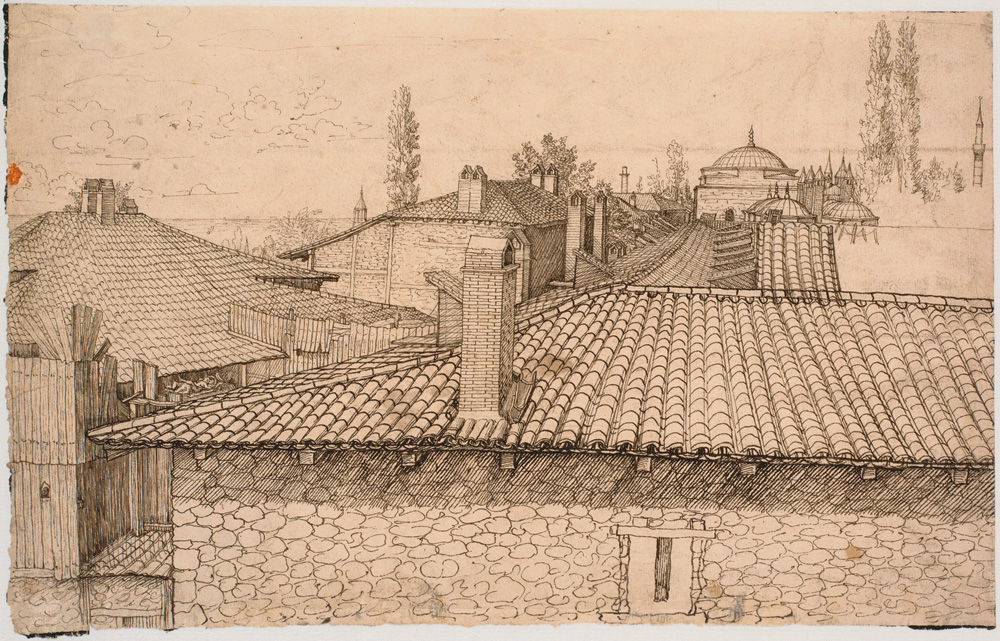
Blick über die Dächer von Konstantinopel

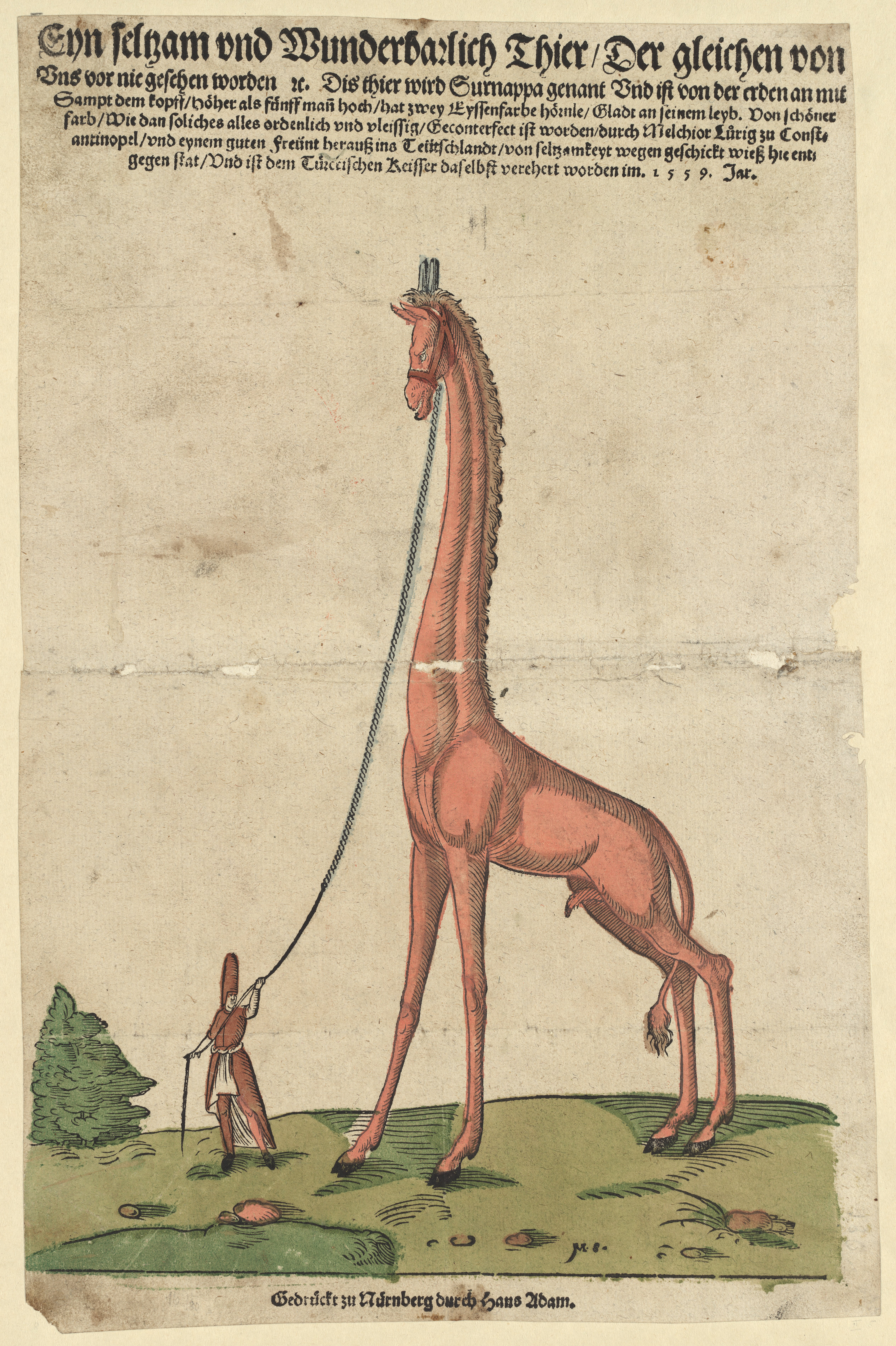
1559 nach einer Zeichnung Lorcks gedrucktes Bild einer Giraffe am Hofe des Sultans

Lorcks Porträts von Sultan Süleyman I., den Lorck am 15. Februar 1559 gesehen haben mag, Stiche des persischen Gesandten am Hof, von Ogier de Busbecq, Bischof Anton Wranczy (Antonius Verantius, Antun Vrančič) und Flottenkommandeur Ferenc Zay und auch die meisten anderen seiner türkischen Motive wurden erst in Wien ausgearbeitet. Nur einige wenige Tiermotive, die Zeichnung einer Pomona-Statue (1559) und eine Zeichnung, die den Blick vom obersten Stockwerk der Wohnung der Delegierten aus in Richtung Arkadius-Säule und mit der Atik-Ali-Pasha-Moschee im Bild festhielt, entstanden in Konstantinopel.

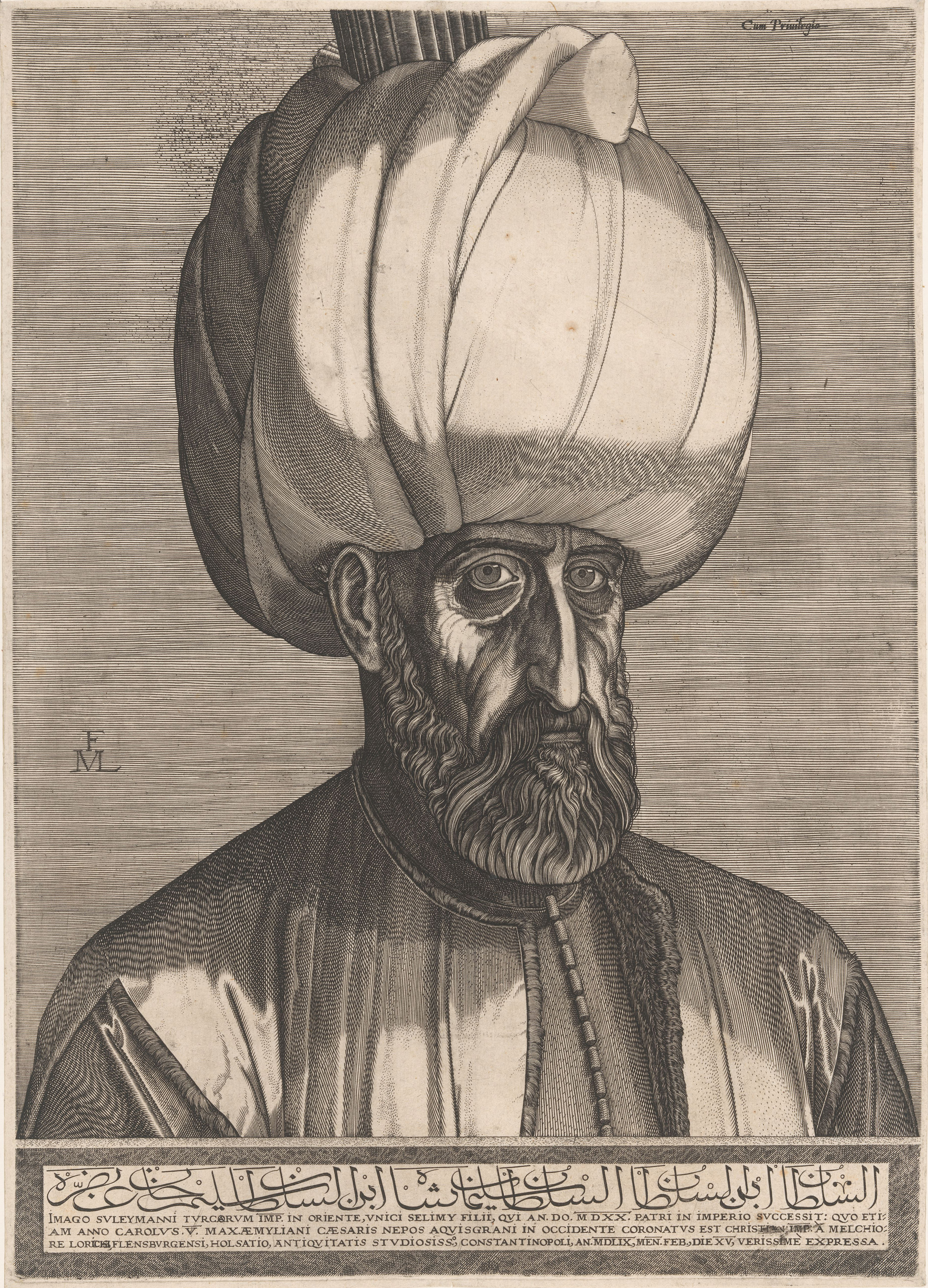
Sultan Suleiman der Prächtige

Lorck kehrte im Herbst 1559 nach Europa zurück und von August 1560 bis 1566 war er in Wien. Das große Panoramabild Konstantinopels, die Porträtstiche von Sultan Süleyman I. und der Diplomaten, die Genrebilder und die umfassenden Darstellungen des Militärs, etwa der Janitscharen und die ausgearbeiteten archäologischen Zeichnungen antiker und byzantinischer Monumente entstanden jetzt erst. Sie zeigen: ein Figurenrelief vom Sockel der Konstantinssäule, Figuren vom Sockel der Theodosius Säule Theodosius I. auf dem Hippodrom. und Lorck bildete auch einen Teil der Kaiser Arcadius gewidmeten Arkadiussäule ab.
Die an der Universität Leiden aufbewahrte topographische Zeichnung der osmanischen Hauptstadt ist ca. 1132 cm lang. Es ist eine detaillierte Zeichnung mit erläuternden Inschriften, ursprünglich zusammenhängend, aber heute auf einundzwanzig Blättern, ausgeführt in brauner und schwarzer Tusche und anfangs mit Wasserfarbe. Sie zeigt die Stadt, wie sie sich über das Goldene Horn vom Topkapı-Palast und der Hagia Sophia über byzantinische Ruinen und das Hippodrom in Richtung Norden erstreckte, aufgenommen von mehreren Punkten im asiatischen Teil Konstantinopels aus. Lorck selbst sprach von der Sicht von Pera und Galata aus. Die Zeichnung fängt ganz links im Süden sehr sorgfältig an, nur dort ist auch (verblichene) Wasserfarbe benutzt worden, die Sorgfalt lässt dann aber ein wenig nach. Bemerkenswert ist, dass Moscheen genauso korrekt gezeichnet werden, wie die christliche Hagia Sophia.

## In kaiserlichen Diensten in Wien
In Wien wurde Melchior Lorck von König Friedrich II. von Dänemark und Norwegen, dem Sohn des kürzlich verstorbenen Königs Christian III., und von Herzog Johann von Schleswig-Holstein-Hadersleben, die beide seine Dienste einforderten, angesprochen, aber Lorck antwortete ausweichend und schob seine Arbeit vor.
Lorck sandte seinem König Friedrich II. Anfang 1563 einen ausführlichen Brief, der Bericht über sein Leben und seine Arbeit gab und als seine Autobiographie bezeichnet wird. 1562 entstanden Porträtstiche von Süleyman I. und von dem Persischen Gesandten Ismaïl, die er in jeweils zehn Abzügen an seinen König schickte. Er erbat weitere Unterstützung und er erhielt 200 dänische Reichstaler (rigsdaler), die ihm sein Bruder Andreas Lorck überbrachte, der kürzlich in Kopenhagen in den Dienst des Königs getreten war.
Schon im Januar 1563 hatte Lorck in Wien neue Aufgaben zu erfüllen und er blieb für weitere fünf Jahre dort.
1562 war der Sohn Kaiser Ferdinand I., Maximilian II. in Frankfurt am Main zum Römisch-deutschen König gewählt worden und er zog daraufhin die Donau entlang nach Wien, wo ihm am 15. März 1563 ein großer Empfang bereitet werden sollte. Melchior Lorck war für die Ausgestaltung des Ereignisses verantwortlich, er errichtete Ehrenpforten und geschmückte Weinbrunnen, die Bevölkerung trug Kostüme in den Habsburger Farben, unterschieden nach Stellung und Beruf. Am 22. Februar 1564 bestätigte der Kaiser die Erhebung von Melchior Lorck und seinen Brüdern Caspar, Balthasar und Andreas in den Adelsstand. Die Urkunde begründete dies vor allem mit Lorcks türkischem Auftrag. Lorck erhielt auch das Amt eines Hartschiers in der berittenen Garde des Kaisers, eine vergütete Position, die er bis 1579 innehatte. Im Jahr 1566 nahm er an dem Kriegszug des Kaisers in Ungarn teil, bei dem Sultan Süleyman I. in der Schlacht von Szigetvár den Tod fand.
Im Dezember verfasste Maximilian II., Kaiser des Heiligen Römischen Reiches, einen ungewöhnlichen Brief, adressiert an seinen Cousin, den König Friedrich II. von Dänemark und Norwegen, in dem er ihn bat, Melchior Lorck gnädig zu empfangen. Dieser wolle nach Dänemark reisen, um die Erbschaft seines ältesten Bruders Caspar, der im Dreikronenkrieg (zwischen Schweden und Dänemark) gefallen war, antreten zu können. Der Kaiser bat Friedrich, Lorck die Rückkehr in den kaiserlichen Dienst zu ermöglichen. König Friedrich II. sollte also alle Ansprüche auf Lorichs Dienste aufgeben. Er besuchte aber nur seine Heimatstadt Flensburg und reiste nicht nach Kopenhagen weiter, was damit zu tun haben könnte, dass sein Bruder Andreas bei Hof tief in Ungnade gefallen war.
Lorcks Kupferstich von Michael von Aitzing, einem katholisch-humanistischen Historiker der Niederlande, Kartographen und Mitarbeiter von Frans Hogenberg, ist datiert auf 1565.

## In Hamburg
Im Jahr 1567 wird Lorck in Akten des Rates der Freien Hansestadt Hamburg erwähnt. Er lebte dort noch 1572, als er sein Testament aufsetzte. Lorck wurde zunächst als Kartograph damit beauftragt, den Lauf der Unterelbe niederzulegen. Die Karte zeigt die Elbe von Geesthacht bis zur Nordsee. Sie sollte beim Reichskammergericht den Hamburger Anspruch auf Zolleinnahmen (Stapelrecht) gegen das Herzogtum Braunschweig und Lüneburg belegen. Die Hamburger Elbkarte war die Antwort auf eine fünfzehn Jahre ältere Karte der gegnerischen Seite. Die ein Meter hohe und zwölf Meter lange Karte befindet sich im Staatsarchiv der Freien und Hansestadt Hamburg.
Die Errichtung eines neuen Schartors, dem Stadttor zum Hafen (heute zerstört), war ein zweiter wichtiger Auftrag (1568 begonnen und 1570 beendet). Lorcks Flugschrift Ein Liedt vom Türcken und Anti-Christ entstand ebenfalls in Hamburg. Der Tonfall dieses Pamphletes gegen die Türken unterscheidet sich von seinen späteren, ausgewogeneren und sachlicheren Darstellungen. Das Hamburger Testament erlaubt einen ganz seltenen Blick auf sein privates Leben. Lorck vermachte seine gesamte Habe einer sonst nie erwähnten Anna Schrivers, einer Witwe, die als ihm versprochene Braut angesprochen wird. Lorck hielt sich zwischendurch einige Zeit in Antwerpen auf. Die letzten Nachrichten über ihn aus Hamburg betreffen seinen Lohn und seine Auslagen beim Bau des Schartores und, im folgenden Jahr 1575, eine Anhörung in dem Rechtsstreit vor dem Reichskammergericht zur Ermittlung der Eigentumsverhältnisse in den Vierlanden. In diesem Zusammenhang entstand eine weitere Karte Lorcks.

## In Antwerpen
Lorck war vielleicht schon 1573, sicher 1574 in Antwerpen. Er wurde schnell in die dortige Gelehrtenwelt integriert. Er trug sich als einer der ersten in das Album amicorum des Abraham Ortelius ein und schloss Freundschaft mit dem Kupferstecher und Verleger Philipp Galle, der ihm Hans Vredeman de Vrieses Buch über Brunnen und Springbrunnen widmete. Galle stach 1574 eine Fortuna nach einer Vorlage von Lorck. Lorck arbeitete auch in der Druckerei von Christoph Plantin, Holzblöcke nach seinen Vorlagen werden im Plantin-Moretus-Museum aufbewahrt. Von Lorck stammen fünf Illustrationen des Folio-Missales von 1575.
Er wird im vierten Band (1574) des Civitates orbis terrarum (Stadtansichten der ganzen Welt) von Georg Braun und Frans Hogenberg erwähnt. Etienne de Hollande schlug eine bronzene Medaille zu seinen Ehren. Lorcks Porträt von Hubertus Goltzius erschien in dessen historischem und numismatischem Werk Sicilia & eius Italiae partis quae Magna Graecia olim dicta fuit, Historia ex antiquis Numismatibus illustrata (1576). Der Verwandte von Hendrik Goltzius war Gelehrter, Kupferstecher, Maler, Archäologe, Numismatiker und Dichter.
Die Wirren des Aufstandes der Niederländer zwangen Lorck wohl dazu, Antwerpen im Sommer 1574 zu verlassen, wie aus seinem Brief an Ortelius im Oktober 1574 hervorgeht.

## Dastürkische Buch
Der Aufenthalt in einem der wichtigsten Zentren des Humanismus muss eine anregende Zeit in Lorcks Leben gewesen sein. Er konnte im April 1574 in Antwerpen sein einziges umfangreicheres Buch veröffentlichen, Soldan Soleyman Tvrckhischen Khaysers, vnd auch Furst Ismaelis auß Persien, Whare vnd eigendtliche contrafectung vnd bildtnuß. Dieses Werk, dessen einzig bekanntes Exemplar im Juni 1943, im Hamburger Feuersturm vernichtet wurde, enthielt zwei Porträtstiche und zwei Ganzfigurbildnisse von Sultan Suleiman I. und von dem persischen Gesandten an der Hohen Pforte, Ismaïl, dazu Gedichte eines Conrad Leicht und von dem bekannten Dichter Paul Melissus. Als Einleitung diente Lorcks Autobiographie.

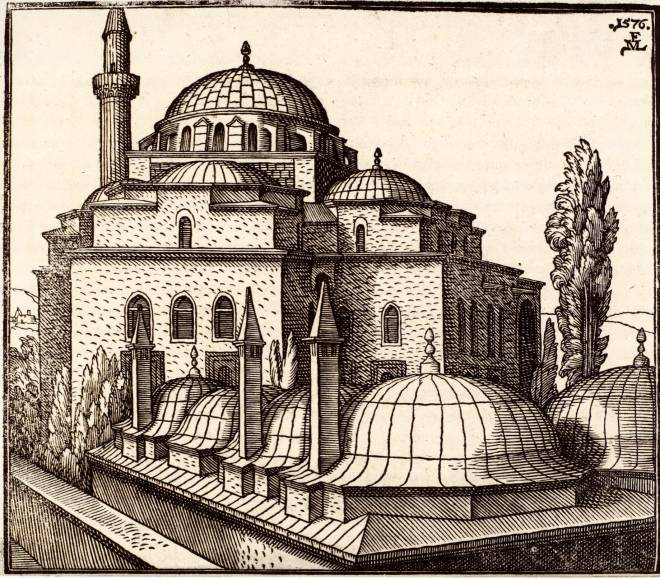
Atik Ali Pasha Moschee

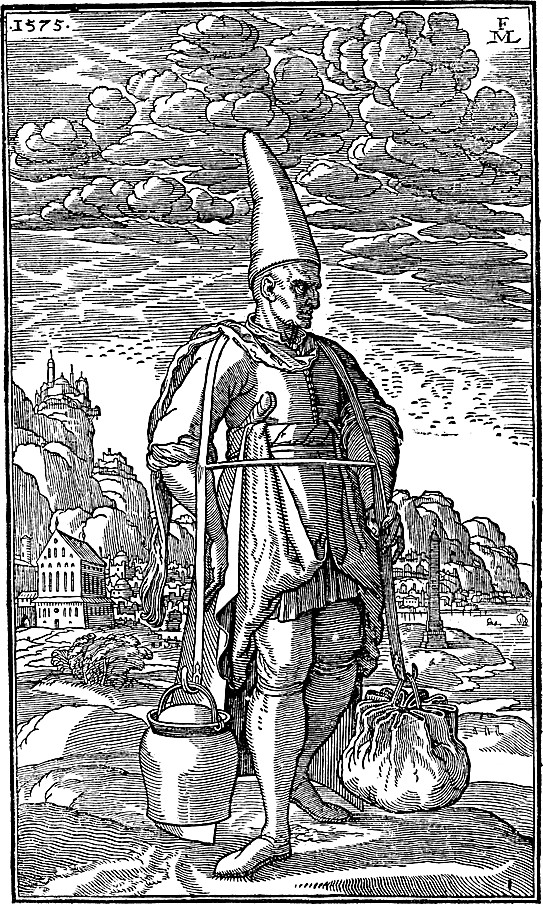
Der Koch der Janitscharen

Lorck hatte im Soldan Soleyman… versprochen, ein ausführliches Werk über die Türkei herzustellen, und er scheint dieses Vorhaben ernsthaft betrieben zu haben. In einem Brief an Friedrich II. von Dänemark, vom 19. Mai 1575, verweist er auf seine Geldnot und bittet um Hilfe für die Veröffentlichung eines solchen Werkes.
Einige Holzschnitte nach seinen türkischen Zeichnungen hatte er bereits, wohl in Antwerpen, in Auftrag gegeben. Zwölf architektonische Motive entstanden 1570, fünf Bilder des türkischen Militärs sind auf 1575 datiert. In den folgenden Jahren wuchs das Vorhaben auf die 128 Holzschnitten an, die das türkische Buch für uns ausmachen. Nur einige wenige Vorlagen für diese Schnitte haben sich erhalten, darunter eine Darstellung von Geschlachteten Ochsen, heute in der Eremitage in St. Petersburg (Inv. Nr. 38 225), die vermuten lässt, dass das Buch noch weitere uns unbekannte Motive beinhalten sollte.
Zwei Fassungen eines Probe-Titelblattes für das türkische Buch sind bekannt, beide vom selben Tag des Jahres 1575 und mit identischer Formulierung des Titels: Wolgerissene und geschnittene Figuren in Kupffer und Holz durch. Den Kunstreichen und weitberümten Melcher Lorch für die Mahler Bildthawer und Kunstliebenden. an tag gegeben. Das Buch konnte nicht, wie angekündigt, 1619 erscheinen. Erst sieben Jahre später wurden die Holzschnitte in Hamburg unter dem Titel der Probedrucke veröffentlicht. Die Holzblöcke dürften nach Lorcks Tod in Hamburg verblieben sein. Erik Fischer nimmt an, dass das veröffentlichte türkisch Buch eigentlich nur ein Fragment darstellt. In der zweiten Auflage von 1646 findet sich ein Register der Bildmotive, aber dieser Index stimmt nicht mit der Auswahl der Drucke überein. Es dürfte also Bildmaterial verloren gegangen sein.
Fischer vermutet, dass das türkische Buch ursprünglich mit einer umfassenden Beschreibung der türkischen Gesellschaft erscheinen sollte. Diese Vermutung wird durch die Art der Verwendung der Holzschnitte in einer weiteren Hamburger Publikation erhärtet. In Eberhard Werner Happels Berichten über die Türkenkriege der 1680er Jahre und seiner Beschreibung der Türkischen Gesellschaft lassen sich deutliche Anzeichen dafür finden, dass Happel einen fremden Bericht benutzen konnte, der aus persönlicher Erfahrung und Kenntnis der Türkei entstanden war und dazu perfekt zu Lorckschen Holzschnitten passte.

## Die Trachtenbilder
Siebzehn erhaltene Zeichnungen aus der Zeit von 1567 bis 1573 zeigen zeitgenössische Trachten, überwiegend aus Norddeutschland, auch einige historische Kostüme und exotische aus Bayonne im französischen Baskenland und Russland. Die Blätter vermerken die Herkunft, Region oder Stadt, der Kostüme, was für ihre geplante Verwendung als Kostümbuch spricht. Auch das Format der Blätter und der Zeichenstil deuten darauf hin. Es sind aber wohl keine Holzschnitte als Druckvorlagen für ein solch modisches Trachtenwerk hergestellt worden.

## Am dänischen Hof
1578 bat er den kaiserlichen Habsburger Hof um ein schlesisches Lehen, dies wurde von Kaiser Rudolf II. abschlägig beschieden und Lorck ersuchte 1579 um seine Pensionierung. Das betraf auch den Dienst als Hartschier. Eine Pension wurde ihm gewährt.

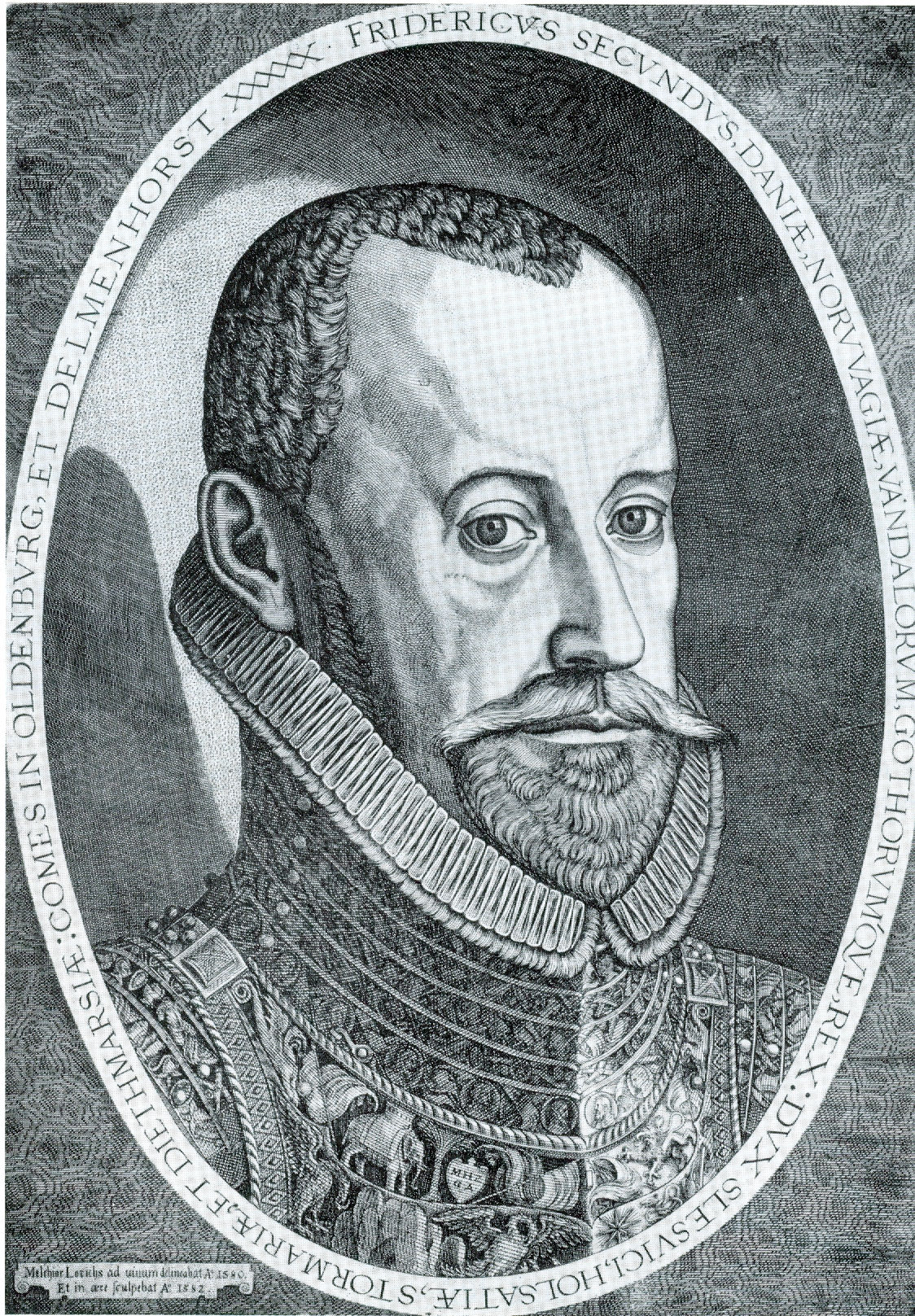
König Frederik II.

Lorck reiste nach Kopenhagen und wurde am 19. Februar 1580 von Seiner Königlichen Majestät als Maler und Schilderer in Dienst genommen. Von den Arbeiten für den dänischen Hof hat sich lediglich ein einzelner Holzschnitt erhalten, der als Titelblatt zu einer Ausgabe der Regeln des Elefanten-Ordens vorgesehen sein dürfte, außerdem ein großer Porträtstich König Friedrich II. von Dänemark von 1583, vielleicht nach einem nicht erhaltenen Gemälde. Dieser Kupferstich war das erste Werk seiner Art in Dänemark. Lorcks letzte Arbeiten stammen aus dem Jahr 1583 und zeigen, wieder in Art der Kostümbücher, Bewohner der Goldküste Westafrikas.

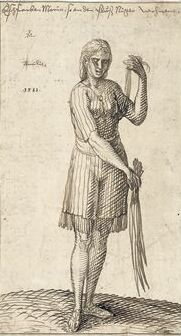
Eschfarben Morin, so an den fluss Niger wohnent, MLF Antilis

Der König entließ Lorck am 10. November 1582. Der Künstler erhält am 4. März 1583 das letzte Mal eine Aufwendung, dies ist zugleich das letzte dokumentierte Lebenszeichen von Melchior Lorichs – sein Name befindet sich aber, wohl irrtümlich, auf einer Liste des Wiener Hofzahlamtes von 1588, das ihn zu den Hartschiers zählt, deren Auslagen für die Trauerkleidung zur Beerdigung von Maximilian II. 1576 zu erstatten waren.

## Nachleben
Melchior Lorck war zu Lebzeiten und danach eine bekannte Persönlichkeit, Karel van Mander erwähnt ihn in seinem Schilder-Boeck und erwähnt, dass der Antwerpener Künstler Hendrik van Cleve (geb. 1525; gest. 1589?) Zeichnungen von Lorck für seine exotischen Stiche benutzte. Eine Beschreibung Flensburgs von Martin Zeiller nannte ihn 1655 den berühmten Sohn der Stadt und gab gekürzt die Erwähnung Lorcks im vierten Band der Civitates orbis terrarum von Georg Braun und Frans Hogenberg (1574) wieder. Die türkischen Holzschnitte von 1626 wurde sofort von Künstlern benutzt und Lorcks Bilder beeinflussten die westliche Darstellungen von Türken lange Zeit. Künstler wie Nicolas Poussin und Stefano della Bella gebrauchten es und auch Rembrandt besaß das Buch.
Die 1575 gegründete Universität Leiden erhielt von Nicolaas Stalpaert, dem Tentmeister der Universität und Schwiegersohn von Georg Douza das Konstantinopel-Panorama. Der gerahmte Fries hing bis 1653 im Bibliothekssaal. Das schwer beschädigte Werk wurde 1969 im Stadthaus zu Leiden wiederentdeckt und in 21 Einzelblätter zerlegt.
1955 wurden die vom jungen John Evelyn gesammelten und geretteten Zeichnungen Lorcks wiederentdeckt.

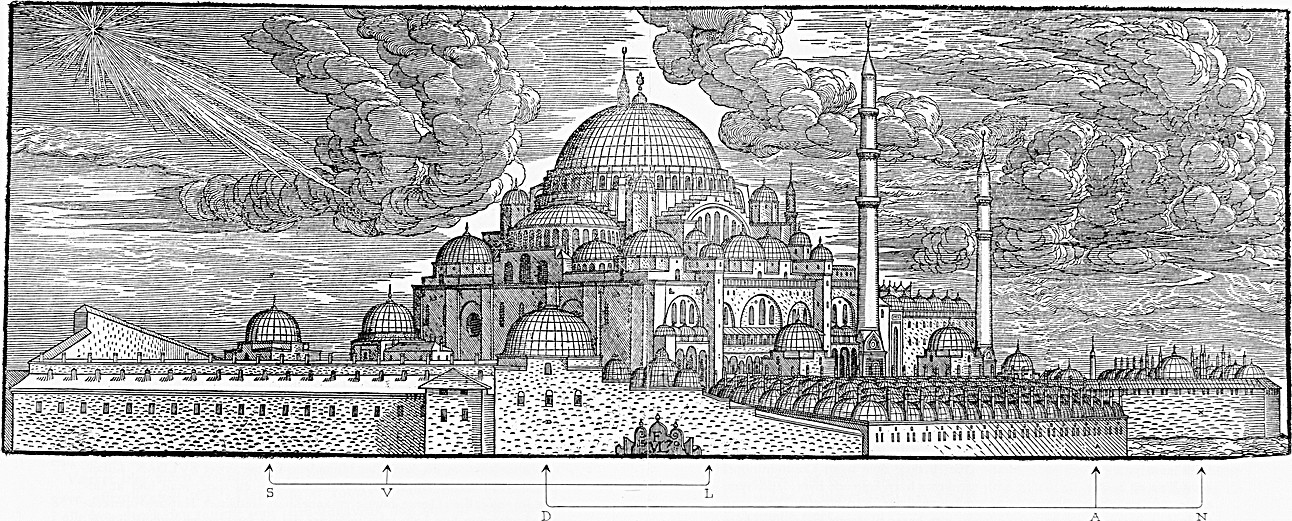
Die Süleymaniye in Konstantinopel

## Veröffentlichungen
- Ein liedt vom Türcken vnd Antichrist, durch Melchior Lorichs zu Constantinopel gedicht, im Jar 1559. Itzt im 1568. Jar ausgangen. Mag gesungen werden in der Melodey, Erhör mein wordt mein red vornim, mein Köning Gott und Herre Oderim Thon Aus tieffer nodt schrey ich zu dir etc. Iten der Christlich Glaub zu singen im Thon O Mensch bewein die Sünde gros etc. [Hamburg?] 1568 (Digitalisat).
- Soldan Soleyman Tvrckhischen Khaysers, vnd auch Furst Ismaelis auß Persien, Whare vnd eigendtliche contrafectung vnd bildtnuß. Sampt anzeigung, vermeldung auffs khurzest, doch warhafftich vñ grundligisten bericht, welche Lande vnd Khunigreiche der Welt, der Turckh besitz vñ vnder ihm habe: wie viel Jarlichs intraden oder eynkhommendes, ihme, dem Turcken falle, von denselben: Sein vnd seins Reichs Embter vnd Glieder, wir vñ was die iedes besonder, auch mit selbst eigenem namen sein vñ heyssen: wie viel derselben, auch wie viel ein ides Ampt, vñ ein ider Turckhischer Herr, vom hochsten zum nidrigisten, Kriegsvolckh, Reutter vnnd knechte, oder Pferde vnnd fueßvolckh vnder ihm habe. Durch den Erbaren vnd Ehrnuesten Melichiorn Lorichs von Flensburg beschriben, Gecontrafect, in rechter Statur vnd Khleydung, der zeit zu Constantinopel dem Leben nach gemacht, Antwerpen 1574
- Dess Weitberühmbten, Kunstreichen vnd Wolerfahrnen Herrn MELCHIOR Lorichs, Flensburgensis. Wolgerissene vnd Geschnittene Figuren, zu Ross vnd Fuss, sampt schönen Türckischen Gebäwden, vnd allerhand was in der Türckey zusehen. Alles nach dem Leben vnd der perspectivæ Jederman vor Augen gestellet. Jetzo aber zum Erstenmahl allen Kunstliebenden Malern, Formschneidern, Kupfferstechern, etc. Auch allen Kunstverständigen vnd derselben Liebhabern zu Ehren vnd gefallen an den Tag gegeben, Hamburg 1626
- Dess Kunstreichen, Weitberühmbten vnd Wolerfahrnen Herrn, MELCHIORIS LORICHII Flensburgensis, Wolgerissene vnd geschnittene Figuren, zu Rossz vnd Fuss, sampt schönen Türckischen Gebäwen, vnd allerhand, was in der Türckey zusehen: Alles nach dem Leben vnd der Perspectiva jederman vor Augen gestellet, in Kupffer vnd Holtz. Jetzo zum drittenmahl, mit einem Register vber die Figuren, auss dem Original Manuscripto, allen Kunstliebenden, Malern, Formschneidern, Kupferstechern, auch allen Kunstverständigen vnd derselben Liebhabern, zu Ehren vnd Gefallen an den Tag gegeben, Hamburg 1646